# 川西市立清和台南小学校
川西市立清和台南小学校（かわにししりつ せいわだいみなみしょうがっこう）は、兵庫県川西市清和台にある公立小学校。川西市教育委員会より、同じ清和台にある川西市立清和台小学校との統合が検討されている。統合後は、本校の校舎が使用される予定。

## 歴史
- 1977年4月1日 - 川西市立清和台小学校から、分離開校。

## 周辺施設
- 新清和台幼稚園
- 川西北消防署・清和台出張所
- セガミ清和台店

## アクセス
- 阪急バス川西猪名川線「清和台南」より徒歩5分

## 通学区域が隣接している学校
- 川西市立清和台小学校
- 川西市立陽明小学校
- 川西市立緑台小学校
- 川西市立多田小学校
- 川西市立けやき坂小学校
- 宝塚市立西谷小学校